# Sipuati Airport
Sipuati Airport är en flygplats i Bolivia.   Den ligger i departementet Tarija, i den södra delen av landet, 300 km sydost om huvudstaden Sucre. Sipuati Airport ligger 570 meter över havet.
Terrängen runt Sipuati Airport är platt. Runt Sipuati Airport är det mycket glesbefolkat, med 7 invånare per kvadratkilometer..
I omgivningarna runt Sipuati Airport växer i huvudsak lövfällande lövskog.